# Anachis rhodae
Anachis rhodae är en snäckart som beskrevs av Radwin 1968. Anachis rhodae ingår i släktet Anachis och familjen Columbellidae. Inga underarter finns listade i Catalogue of Life.